# مارسيل لابيني
مارسيل لابيني هو كاتب وشاعر كندي، ولد في 25 فبراير 1948 في مونتريال في كندا.